# Colobogaster ecuadorica
Colobogaster ecuadorica es una especie de escarabajo del género Colobogaster, familia Buprestidae. Fue descrita científicamente por Obenberger en 1928.